# Mysateles
Mysateles — рід гризунів родини щетинцевих, що мешкає на Кубі та прибережних островах.

## Зовнішня морфологія
Довжина тіла та голови: 305–430 мм, хвіст: 210–340 мм, вага: 1.3–1.9 грамів. Зовнішній вигляд, в тому числі колір хутра, такий як у Хутії кубинської, але хвіст довший, 60–80% довжини тіла, на відміну від Кубинської хутії, довжина хвоста якої становить 50% довжини тіла.

## Середовище проживання
Живуть у лісах; це надзвичайно деревні хутії, що добре почуваються у кронах дерев.